# راجاپوراگودا
راجاپوراگودا (به لاتین: Rajapuragoda) یک منطقهٔ مسکونی در سری‌لانکا است که در استان جنوبی (سری‌لانکا) واقع شده‌است.